# Dionisio de Heraclea (tirano)
Dionisio (en griego: Διονύσιος, 360 a. C.-305 a. C.) fue uno de los tiranos de Heraclea, situada en la Propóntide, en Bitinia. Era el hijo más joven de Clearco, quien estableció la tiranía en esa ciudad a mediados del siglo iv a. C.
A la muerte de su padre, asesinado durante una celebración religiosa, heredó la tiranía primero su tío Sátiro, que reinó como regente de los hijos de Clearco, Timoteo y Dionisio. Luego, a la muerte de Sátiro la heredó conjuntamente con su hermano Timoteo, ejerciendo la tiranía en solitario a la muerte de este último. Esto ocurrió hacia 338 a. C., en la época de la batalla de Queronea.
Aprovechando la caída de los persas tras su derrota ante Alejandro Magno en la batalla del Gránico, Dionisio trató de aumentar el territorio que controlaba en Asia menor. Simultáneamente, algunos ciudadanos de Heraclea exilados por el tirano pidieron a Alejandro el restablecimiento de un gobierno republicano en Heraclea. Dionisio logró neutralizar esta petición, acogiéndose a la protección de Cleopatra, hermana de Alejandro. 
Tras la muerte de Alejandro, los exiliados de Heraclea apelaron nuevamente a Pérdicas, su sucesor. Entonces Dionisio decidió reforzarse uniéndose a los enemigos de Pérdicas, lo que conllevó su matrimonio con la princesa persa Amastris, antigua mujer del general macedonio Crátero, matrimonio que le proporcionó múltiples ventajas políticas, además de tres hijos: Clearco, Oxatres y Amastris. También estableció una alianza con Antígono ayudándole en su guerra contra Asandro. En el contexto de esta alianza, Dionisio casó a una hija de su primer matrimonio con Ptolomeo, general y sobrino de Antígono.
Esta política de enlaces y alianzas permitió a Dionisio mantener sin oposición su tiranía sobre Heraclea. En 306 a. C., cuando los generales que gobernaban los fragmentos del imperio de Alejandro tomaron el título de rey, Dionisio siguió su ejemplo. Falleció enseguida, presumiblemente de obesidad mórbida. La muerte de Dionisio debió suceder en 306 o 305 a. C., pues, según Diodoro, murió a la edad de 55 años, tras 32-33 años de reinado.
Según Ateneo, Dionisio era considerado el más humano y más justo de los tiranos, a diferencia de la crueldad y opresión ejercidas por su antecesores Clearco y Sátiro. Era extremadamente obeso, hasta el punto de que la comida le era introducida por medios artificiales, ya que no podía deglutir ni apenas respirar. Vivía tumbado y en estado de continua somnolencia. Para despertarle sus médicos utilizaban unas largas agujas con las que le pinchaban a través de la piel. Dionisio solo las sentía y se despertaba cuando las agujas tocaban órganos situados más adentro de la espesa capa adiposa que los rodeaba. Para sus apariciones públicas se hizo construir un mueble que solo le dejaba visible la cabeza, ocultando el resto de su deforme cuerpo a la audiencia.
Sus hijos Clearco y Oxatres heredaron el poder, tras una etapa de regencia por parte de su madre Amastris mientras eran menores, y lo mantuvieron durante 17 años.